# Негрил
Негрил — крупное курортное поселение (не имеющее статуса города) на острове Ямайка, расположенное на побережье в западной части острова в устье реки Негрил, является одной из туристических баз острова. Примечателен 11-километровым пляжем из песка белых кораллов, который не нагревается даже в самый жаркий полдень.
Старейшее здание Негрила — маяк 1894 года постройки. В 70-х годах XX века курорт был очень популярен среди хиппи и их последователей, что привело к тому, что посёлок с 5 тысячами жителей сильно разросся. В настоящее время здесь имеется развитая гостиничная инфраструктура.
Весной в отели, бары, пивные Негрила съезжаются американские школьники, а с первых недель августа — и многочисленные ямайцы с целью провести отпуск.